# السعدية (محافظة الليث)
مركز السعدية أو ميقات السعدية أو ميقات يلملم القديم هو مركز تابع لمحافظة الليث التابعة لمنطقة مكة المكرمة و يقع فيه ميقات أهل اليمن القديم ومسجد ميقات يلملم القديم وتقع فيه بئر السعدية ويقع فيه جبلا شامة وطفيل الذين ذكرهما بلال بن رباح في شعره قائلا:
ألا ليت شعري هل أبيتن ليلة * بواد وحولي إذخر وجليل
وهل أردن يوما مياه مجنة * وهل يبدون لي شامة وطفيل

## الموقع
يقع مركز السعدية 85 كم شمال شرق محافظة الليث و 100
كم جنوب مدينة مكة المكرمة و هو أول مراكز محافظة الليث للقادم من مكة المكرمة.

## الشؤون الإدارية
يتبع مركز السعدية قريتان هما : طفيل وتقع 18 كم غرب المركز وعواها و تقع 12 كم شمال شرق المركز.

## ميقات يلملم القديم ميقات أهل اليمن
يقع في مركز السعدية ميقات أهل اليمن ميقات يلملم القديم الذي كان يحرم منه المعتمر والحاج من أهل اليمن أما اليوم فيحرم الحاج من مركز سعيا والذي يقع حوالي 10 كم جنوب مركز السعدية.

## السكان
يسكن مركز السعدية قبيلة الجحادلة من كنانه

## وصلات خارجية
- موقع إمارة منطقة مكة المكرمة